# Heterusia plagia
Heterusia plagia är en fjärilsart som beskrevs av Druce 1893. Heterusia plagia ingår i släktet Heterusia och familjen mätare. Inga underarter finns listade i Catalogue of Life.